# Горице (Скрадин)
Горице су насељено мјесто у Далмацији. Припадају граду Скрадину, у Шибенско-книнској жупанији, Република Хрватска.

## Географија
Налазе се 10 км сјеверозападно од Скрадина.

## Историја
Горице су се од распада Југославије до августа 1995. године налазиле у Републици Српској Крајини. До територијалне реорганизације у Хрватској насеље се налазило у саставу бивше велике општине Шибеник.

## Становништво
Према попису из 1991. године, Горице су имале 158 становника, од чега 156 Срба, 1 Хрвата и 1 осталог. Према попису становништва из 2001. године, Горице су имале 14 становника. Горице су према попису становништва из 2011. године имале 27 становника.
| Националност       | 1991. | 1981. | 1971. | 1961. |
| Срби               | 156   | 89    | 127   | 154   |
| Хрвати             | 1     |       |       |       |
| Југословени        |       | 44    | 2     |       |
| остали и непознато | 1     | 2     | 3     |       |
| Укупно             | 158   | 135   | 132   | 154   |

| Демографија | Демографија | Демографија |
| Година      | Становника  | Становника  |
| ----------- | ----------- | ----------- |
| 1961.       | 154         |             |
| 1971.       | 132         |             |
| 1981.       | 135         |             |
| 1991.       | 158         |             |
| 2001.       | 14          |             |
| 2011.       |             | 27          |

### Презимена
- Лалић — Православци, славе Ђурђевдан